# Pella fauveli
Pella fauveli är en skalbaggsart som först beskrevs av Sharp 1883.  Pella fauveli ingår i släktet Pella och familjen kortvingar. Inga underarter finns listade i Catalogue of Life.